# Puebla (grad)
Puebla, službeno: Heroica Puebla de Zaragoza (šp. za „Herojsko naselje Zaragoze”), poznat i kao Puebla de los Ángeles („Anđeosko naselje”), je glavni i najveći grad istoimene općine i meksičke države Puebla. S 3.199.530 stanovnika (2020.), Puebla je četvrti grad po veličini u Meksiku, odmah poslije grada Meksika, Guadalajare i Monterreya. 
Grad Puebla su osnovali Španjolci 1531. godine kao važnu postaju na pola puta od grada Meksika i glavne španjolske luke u Veracruzu. Zbog svoje povijesti i izvrsno sačuvane arhitekture raznih stilova, od renesanse do meksičkog baroka, Povijesno središte grada Peuble je upisano na UNESCO-ov popis mjesta svjetske baštine u Sjevernoj Americi 1987. godine kao „predivni španjolski kolonijalni grad na čijim su renesansnim i baroknim građevinama nastale nove ideje spajanja europske i američke umjetnosti, posebice u ukrašavanju pročelja autohtonim šarenim keramičkim pločicama (azulejos) koje su i prozvane Pueblo”.
Grad je poznat i po Talavera lončariji i bogatoj autohtonoj kuhinji (umak mole poblano i punjene papričice chiles en nogada), no danas se njegovo gospodarstvo temelji uglavnom na industriji, kao što je npr. jedina Volkswagen tvornica automobila izvan Njemačke.

## Zemljopisne odlike
Puebla je smještena u dolini Cuetlaxcoapan (nahuatl za „Mjesto gdje zmije mijenjaju kožu”) koja je s četiri strane okružena planinama i vulkanima tzv. „trans-meksičkog vulkanskog pojasa”. Nalazi se oko 100 km istočno od grada Meksika i 40 km od vulkana Popocatépetl i Iztaccíhuatl čiji se sniježni vrhovi uzdižu iznad grada. Na sjeveru dominira uspavani vulkan La Malinche, te Pico de Orizaba na istoku. Hidrološki, dolina pripada porječju rijeke Atoyac, a manje rijeke koje protječu kroz grad su Alseseca i San Francisco.
U četvrti La Libertad nalazi se i najmanji vulkan na svijetu, Cuexcomate, koji je visok tek 13 i ima promjer od 23 m. On je danas gradska znamenitost i do njegova katera vode spiralne stube.

## Povijest
Grad Ciudad de los Angelos, kako se Puebla izvorno zvala, su osnovali Španjolci 1531. godine na praznom mjestu (ex nihilo) između dva već postojeća indijanska naselja, Tlaxcala i Cholula. Ova dva grada, koja su udaljena jedan od drugog 12 km i jako su slična gradovima Oaxaca de Juárez i Monte Albán koji se nalaze nešto južnije, su odigrala važnu ulogu tijekom španjolske invazije. Naime, Hernan Cortés je kod Chole 1519. godine naredio najveći pokolj indijanaca tijekom cijele invazije u kojemu je pogubljeno od 3-6.000 ljudi. Predaja kaže kako su nakon toga Španjolci, u znak pokajanja, podigli 365 crkava, po jednu za svaki dan u godini, na temeljima svakog srušenog hrama. Iako se vjeruje kako je ova predaja pretjerivanje, franjevačka crkva sv. Gabrijela (San Gabriél) iz 1549. godine je izgrađena na mjestu Quetzalcoatlova svetišta, a Gospina crkva od lijekova (Nuestra Señora de los Remedios) iz 18. stoljeća je izgrađena na vrhu ogromne akropole-piramide, te predstavlja neprekinut povijesni kontinuitet od pretšpanjolskih vremena do danas.
Puebla je osnovan kao važna postaja na pola puta od grada Meksika i glavne španjolske luke u Veracruzu. Ovo područje je Španjolcima uglavnom služilo za ratove protiv indijanaca koje su oni zvali „Rat cvijeća”, te je broj stanovnika znatno opao u 16. stoljeću. Tiskara je osnovana 1640. godine.
U Puebli je 5. svibnja 1862. godine general Zaragoza je pobijedio u prvoj značajnoj bitci protiv francuskog ekspedicijskog korpusa. Od tada je 5. svibnja nacionalni blagdan Cinco de Mayo koji se i dan danas slavi širom Meksika. Grad je potom preimenovan u Puebla de Zaragoza u spomen na taj događaj od nacionalnog značaja koji je naposljetku doveo do osamostaljenja Meksika.
Početkom 20. stoljeća postaje sve teže razlikovati izvorni povijesnie grad od visoko industrijalizirane (čeličana, mehaničke konstrukcije, tvornice konzervi) konurbacije od preko milijun stanovnika, a ravnoteža između novog urbanog i starog indijskog grada je zauvijek izgubljena. Cholula je sada tek zapadno predgrađe Pueble, i sve su prilike da će se u skoroj budućnosti potpuno spojiti s glavnim gradom države.

## Znamenitosti
U netaknutoj urbanoj mreži povijesnog središta grada Puebla nalaze se brojni vjerski objekti kao što su Katedrala u Puebli, Crkva sv. Dominika (Santo Domingo) i Isusovačka crkva, kao i vrhunske palače i stare kuće čiji su zidovi prekriveni veselo obojenim pločicama (azulejos). Iako je reformskim zakonima (1857.) došlo do promjene urbanog krajolika zatvaranjem mnogih samostana, njihove zgrade su postale visoko kvalitetni javni i privatni objekti grada Puebla.
- Panorama Puebla ispod vulkana Malintzina
- Katedrala Gospina bezgrešnog začeća
- Kolonijalna zgrada vlade države Puebla
- Crkva sv. Franje
- San Cristóbal
- Casa de Alfeñique
- Portal Hidalgo općinske palače
- Crkva sv. Dominika
- Kor i oltar kapele Ružarija u crkvi sv. Dominika
- Pročelje lončarske radionice Uriarte Talavera

## Šport
U Puebli djeluju dva profesionalna nogometna kluba, Puebla FC i Lobos de la BUAP koji igra na najvećem gradskom stadionu Estadio Cuauhtémoc koji je sagrađen za XIX. Olimpijske igre – Ciudad Mexico 1968. godine, a na kojemu su se igrale i utakmice Svjetskog prvenstva u nogometu 1970. i 1986. godine.

## Gradovi prijatelji
Puebla je zbratimljen sa sljedećim gradovima:
| - Acapulco, Meksiko (2019.) - Arequipa, Peru (2006.) - Chilpancingo, Meksiko (2013 .) - Cuenca, Ekvador (2003.) - Cusco, Peru (2006.) - El Burgo de Osma, Španjolska (2012.) - Firenca, Italija (2012.) - Fitero, Španjolska (2001.) | - Oaxaca de Juárez, Meksiko - León, Španjolska (2006.) - Łódź, Poljska (1997.) - Huamantla, Meksiko (2014.) - Iguala de la Independencia, Meksiko (2008.) - Naha, Japan (2012.) - Pueblo, SAD (2006.) - Rodos, Grčka (2006.) | - San Antonio, SAD (2012.) - San José, Kostarika (2008.) - Talavera de la Reina, Španjolska (2001.) - Wolfsburg, Njemačka (2010.) - Wŏnsan, Sjeverna Koreja (2001.) - Wuxi, Kina (2012.) |

## Vanjske poveznice
- Službena stranica grada (šp.)
- World Monuments Watch  Arhivirana inačica izvorne stranice od 30. rujna 2002. (Wayback Machine) (engl.)
- Video na službenim stranicama UNESCO-a (engl.)
- Galerija fotografija  Arhivirana inačica izvorne stranice od 6. veljače 2012. (Wayback Machine) (šp.)